# Beladevipur
Beladevipur (nep. बलदेवीपुर) – gaun wikas samiti w zachodniej części Nepalu w strefie Seti w dystrykcie Kailali. Według nepalskiego spisu powszechnego z 2001 roku liczył on 1145 gospodarstw domowych i 8049 mieszkańców (3994 kobiet i 4055 mężczyzn).